# Hepojärvi (sjö i Kuopio, Norra Savolax)
Hepojärvi är en sjö i kommunen Kuopio i landskapet Norra Savolax i Finland. Sjön ligger 99,2 meter över havet. Den är 18,3 meter djup. Arean är 91 hektar och strandlinjen är 14,33 kilometer lång. Sjön  ingår i Vuoksens huvudavrinningsområde.   Den ligger omkring 21 kilometer sydöst om Kuopio och omkring 330 kilometer nordöst om Helsingfors. 
I sjön finns öarna Syvänsalmensaari, Haapasaari och Viinasaari. 